# Eburiphora reichei
Eburiphora reichei là một loài bọ cánh cứng trong họ Cleridae. Loài này được Spinola miêu tả khoa học đầu tiên năm 1844.